# José Giovanni
José Giovanni, nato Joseph Damiani (Parigi, 22 giugno 1923 – Losanna, 24 aprile 2004), è stato uno scrittore, sceneggiatore e regista francese naturalizzato svizzero.

## Biografia
Nato a Parigi da genitori còrsi, Barthélemy Damiani e Émilie Santolini, proprietari di due alberghi nella capitale, il giovane José, grazie anche all'amicizia di lunga data con Simon Sabiani, aderì al Partito Popolare Francese e, durante la seconda guerra mondiale, fu collaborazionista del regime di Vichy; in tale periodo si macchiò di crimini che nel 1948, al termine del conflitto, gli valsero la condanna a morte, tra i quali estorsione e complicità in assassini commessi durante il periodo d'occupazione nazista (tortura e assassinio di tre ebrei per conto della Carlingue, corpi ausiliari della Gestapo arruolati tra la popolazione locale, oltre ad averne poi ricattato - all'insaputa dei suoi stessi superiori - svariati altri che avevano cercato di darsi alla macchia nella Francia occupata), poi commutata in vent'anni di lavori forzati.
Sotto la presidenza di René Coty, nel 1956, fu infine scarcerato.
Riconquistata la libertà, fu incoraggiato dal suo avvocato Stephen Hecquet a lanciarsi nella carriera di scrittore.
In carcere ebbe modo di conoscere Roland Barbat, che in futuro sarebbe divenuto noto come Jean Keraudy, il re delle evasioni; i suoi metodi di evasione saranno fonte d'ispirazione per il romanzo Le trou, adattato poi per il grande schermo dal regista Jacques Becker con il titolo Il buco (1960). Le sue esperienze belliche saranno fonte d'ispirazione per le sue opere, sebbene fossero sottaciuti i suoi trascorsi da collaborazionista. Unica eccezione a ciò è il film L'amico traditore (1988).
I suoi personaggi, frustrati sul piano emotivo, spirituale e talvolta anche fisico, tormentati da un continuo confronto con il passato e da una lotta per dominare barbari impulsi e tendenze autodistruttive, sono comunque considerati tra i più riusciti della storia del polar (il poliziesco francese).

## Filmografia parziale

### Attore e sceneggiatore
- Sinfonia per un massacro (Symphonie pour un massacre) (1963)

### Regia
- La donna per una notte (La loi du survivant) (1967)
- Il rapace (Le Rapace) (1968)
- Ultimo domicilio conosciuto (Dernier domicile connu) (1969)
- Où est passé Tom? (1971)
- Solo andata (Un aller simple) (1971)
- Il clan dei marsigliesi (La scoumoune) (1972)
- Due contro la città (Deux hommes dans la ville) (1973)
- Lo zingaro (Le Gitan) (1975)
- Il figlio del gangster (Comme un boomerang) (1976)
- Les égouts du paradis (1979)
- Une robe noire pour un tueur (1981)
- Le ruffian (1983)
- Les loups entre eux (1985)
- La louve – film tv – 29º episodio della Serie Noire (1988)
- L'amico traditore (Mon amie le traître) (1988)

### Attore
- La Repentie, regia di Laetitia Masson (2002)